# Іоан (Данилюк)
Архієпископ Іоан (Данилюк) (1 серпня 1896 — 7 листопада 1953) — архієрей УАПЦ в Діаспорі. Архієпископ Сіднейський, Австралійський і Новозеландський із 7 вересня 1952 року по 7 листопада 1953 року.

## Життєпис
Іван Данилюк народився 1 серпня 1896 року в місті  Чернівці (на сьогоднішній день у Чернівецькій області України). Закінчив богословський факультет Чернівецького університету зі ступенем магістра теології в 1925 році, і був рукоположеним у пресвітери в Румунській православній церкві митрополитом Буковини та Хотина Нектарієм (Котлярчуком) 25 грудня 1925 року та душпастирював на Буковині, був зведений у сан протоієрея.
У 1941 році виїзджає на Захід, де продовжує священничу діяльність у Німеччині, душпастирює у місті Франкфурт та служить канцлером у єпископа Мстислава (Скрипника), а в 1948 році емігрує до Канади, де здійснює душпастирську опіку для українських поселенців у містах Веґревіль, Калґарі й Оттаві. 1 лютого 1950 року його було пострижено у чернецтво, а  22 травня 1952 року — зведено у сан архімандрита.
7 вересня 1952 року в місті Парижі, архімандрит Іоан був висвяченим у єпископи з титулом "Сіднейський", а вже 15 вересня 1952 року — зведений у сан архієпископа Сіднейського, Австралійського і Новозеландського УАПЦ митрополитами Полікарпом (Сікорським) та Никанором (Абрамовичем) та виїхав до Австралії 1 квітня 1953 року.
Помер 7 листопада 1953 року в місті Сіднеї, коли розпочав відвідини місцевих парафій та приготування до першого собору УАПЦ у Австралії. Був похованим на грецькій секції кладовища Роз-Бай у Сіднеї.